# پایگاه نیروی هوایی بیل
پایگاه نیروی هوایی بیل (به انگلیسی: Beale Air Force Base) یک فرودگاه نظامی نیروی هوایی آمریکا است . این فرودگاه در شهر ماریس ویل، کالیفرنیا کشور ایالات متحده آمریکا قرار دارد .

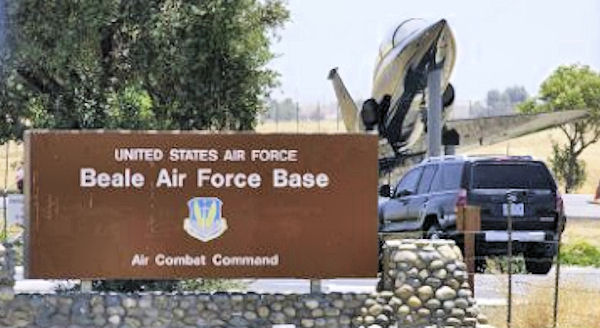
تابلوی نصب شده در ورودی اصلی پایگاه